# Post Scriptum (tidskrift)
Post Scriptum ("PS : den nya pannordiska tidskriften för poesi") var en kvartalstidskrift som gavs ut av PS förlag i Stockholm. Första numret kom ut 2005, och tidskriften utgavs fram till och med 2007 då tidskriftens tidskriftsstöd sänktes med den direkta följden att redaktören Boel Schenlær i ett pressmeddelande meddelade att tidskriften läggs ner. Redaktören Boel Schenlær som startade PS driver dock fortfarande tidskriften, numera som nättidskrift på en ny hemsida.
Södermalms Poesifestival är sedan 13 år tätt knuten till Post Scriptum.